# London Eye
London Eye (Londyńskie Oko), ukończone w 1999 r., nazywane również Millennium Wheel (Koło Milenijne) – koło obserwacyjne (diabelski młyn) znajdujące się w dzielnicy Lambeth w Londynie, na południowym brzegu Tamizy, między mostami Westminster i Hungerford. Zostało zaprojektowane przez Davida Marksa, Julię Barfield, Malcolma Cooka, Marka Sparrowhawka, Stevena Chiltona i Nica Baileya. Koło ma wysokość 135 metrów, a jego pełny obrót trwa około 30 minut. Na kole znajdują się 32 klimatyzowane kapsuły pasażerskie. Niewielka prędkość liniowa tych kabin (ok. 10 in/s) pozwala na zabieranie i wysadzenie pasażerów bez zatrzymywania koła.
London Eye jest jedną z trzech budowli wybudowanych w Londynie z okazji nowego tysiąclecia, pozostałe to The O2 i The Millennium Bridge.
Koło budowane było sekcjami, których części transportowane były rzeką Tamizą. Otwarcia dokonał premier Tony Blair dnia 31 grudnia 1999 roku, ale ze względu na problemy techniczne koło nie działało do marca 2000 roku.